# Internacional Porto Alegre (Frauenfußball)
Die Frauenfußballabteilung von Internacional Porto Alegre in Brasilien wurde 1984 gegründet und 2017 nach einer mehrjährigen Unterbrechung neu aufgestellt.

## Geschichte
Internacional Porto Alegre gehört zu den Vorreitern des Frauenfußballs in Brasilien. Vier Jahre nach der Aufhebung des gesetzlichen Verbots zur vereinsmäßigen Organisierung dieses Sports gründete er 1983 seine Frauenfußballabteilung, die bis in die frühen 1990er Jahre bestand und zu den führenden Talentschmieden Brasiliens zählte. Dieses Team gewann 1983 und 1984 die zwei ersten offiziellen Meisterschaften des Staates Rio Grande do Sul. 1996 wurde die Frauenmannschaft auf Initiative der langjährigen Vereinsaktiven und ehemaligen Nationalspielerin Eduarda „Duda“ Marranghello Luizelli neu aufgestellt, die von 1997 bis 1999 die ersten drei Austragungen der neu gegründeten Staatsmeisterschaft des Frauenfußballs von Rio Grande do Sul gewinnen konnte. Zwei weitere Meistertitel folgten 2002 und 2003 und 2007 gehörte der Club zu den Teilnehmern des ersten Wettbewerbs um die Copa do Brasil Feminino. Eine bekannte Aktive dieser Zeit war die Nationalspielerin Rosana dos Santos Augusto. Nach der Saison 2007 folgte eine fast zehnjährige Ruhephase dieser Vereinssektion.
Im Frühjahr 2017 kündigte die Clubführung von Internacional die Neuaufstellung seines Frauenfußballteams und dessen Teilnahme an der Staatsmeisterschaft an, nachdem schon der Stadtrivale Grêmio FBPA seine Rückkehr in den Frauenfußball angekündigt hatte. Mit dem Teammanagement wurde wieder Duda Luizelli betraut. Am 9. Dezember 2017 sicherte sich Internacional den Staatsmeistertitel 2017 nach einem Elfmeterschießen im Finale gegen Grêmio FBPA. Mit dem Titelgewinn ist die Qualifikation für die zweite Liga (Série A2) der Brasilianischen Meisterschaft des Folgejahres verbunden.
Obwohl Internacional in der Saison 2018 den sportlichen Aufstieg in die brasilianische Oberklasse verpasste, konnte der Club dennoch in die Série A1 des Jahres 2019 aufrücken. Er profitierte dabei vom Rückzug des Rio Preto EC aus dem Wettbewerb, für dessen frei gewordenen Startplatz er nachnominiert wurde. In der Saison 2022 erreichte Internacional erstmals die Finalspiele um die brasilianische Meisterschaft, in dem sich der Club gegen den Titelverteidiger SC Corinthians geschlagen geben musste.

## Erfolge
Erste Mannschaft
| Staatsmeisterschaft von Rio Grande do Sul | (12×): | 1983, 1984, 1997, 1998, 1999, 2002, 2003, 2017, 2019, 2020, 2021, 2023 |

Nachwuchs
| Brasilianische U18-Meisterschaft | (1×): | 2019 |
| Brasilianische U16-Meisterschaft | (1×): | 2020 |

## Trainerhistorie
(unvollständig)
| Name des Trainers | Zeitraum  | Bemerkung                            |       |
| ----------------- | --------- | ------------------------------------ | ----- |
| Tatiele Silveira  | 2017–2018 | Staatsmeisterschaft 2017             | [ 4 ] |
| Maurício Salgado  | 2018–2023 | Staatsmeisterschaft 2019, 2020, 2021 | [ 5 ] |
| Lucas Piccinato   | 2023      | Staatsmeisterschaft 2023             |       |
| Brenno Basso      | seit 2023 |                                      | [ 6 ] |

## Spielerinnen
- Rosana (2002–2004, 2017)
- Tatiele Silveira (1993–2003)
- Liése Brancão (1996–2001, 2003–2004)
- Fabiana (2019–2022)
- Bruna Benites (seit 2019)
- Djenifer Becker (2020–2023)